# سوگورو ایوازاکی
سوگورو ایوازاکی (انگلیسی: Suguru Iwazaki؛ زادهٔ ۱۹ ژوئن ۱۹۹۱) بازیکن بیس‌بال اهل ژاپن است.
وی در مسابقات کشوری و بین‌المللی در مجموع برندهٔ ۱ مدال طلا شده‌است.